# Man'yōgana

Katakana com suas equivalências man'yōgana (aparecem em vermelho os segmentos de man'yōgana adaptados como caracteres katakana)

Man'yōgana (万葉仮名) é uma antiga forma de escrita japonesa que usa caracteres chineses para representar sons japoneses. A data de seu primeiro uso não é exata, mas supõe-se que começou a ser usado no sexto século. O nome man'yōgana vem de Man'yōshū (万葉集), uma coletânea de poemas japoneses do período Nara.
A principal característica do man'yōgana é que ele utiliza o kanji por seu valor fonético, em vez de por seu significado. Um mesmo som pode ser representado por numerosos kanji, e, na prática, os escritores elegeram o kanji com significado mais adequado. Posteriormente, o man'yōgana foi evoluindo e dando origem aos dois silabários, katakana e o hiragana.

Evolucão do hiragana a partir do man'yōgana

O hiragana teve a sua evolução a partir de caracteres man'yōgana escritos em forma cursiva em estilo sōsho. Por outro lado, o katakana está baseado em partes de determinados caracteres man'yōgana, e foi desenvolvido por monjes budistas como una forma de escrita taquigráfica. Dado que, como se havia dito, varios kanji podem ter o mesmo som, se deu o caso de um carácter man'yōgana que evoluiu dum caracter hiragana, da mesma forma que seu equivalente katakana evoluiu de outro kanji man'yōgana diferente. Por exemplo, o hiragana る (ru) se desenvolveu a partir do man'yōgana 留, a medida que o katakana ル (ru) procede do man'yōgana 流. O estudo do man'yōgana revelou que mais sons eram representados por katakana/hiragana, sendo os sons vocálicos equivalentes às cinco vogais atuais do kana.
Existia também o uso de múltiplos kanji para representar uma única sílaba (hentaigana, em japonês 変体仮名) , formas de caracteres alternativas do hiragana. O hentaigana foi abolido oficialmente em 1900.
Na atualidade, o man'yōgana continua sendo empregado em certos nomes regionais, especialmente em Kyushu. Um fenômeno similar do man'yōgana, chamado ateji (当て字) ocorre ainda hoje segundo qual, algumas palavras (especialmente estrangeirismos) são escritos utilizando kanji por seu valor fonético, como por exemplo 倶楽部 (kurabu, club).